# Żabuti czarny
Żabuti czarny, żółw leśny (Chelonoidis carbonarius) – gatunek gada z podrzędu żółwi skrytoszyjnych z rodziny żółwi lądowych (Testudinidae).

## Morfologia
Długość pancerza do 50 cm; pancerz prawie równomiernie czarny z żółtozłocistym lub pomarańczowymi plamkami układających się w kształcie aureoli. Głowa ciemna, cytrynowożółta lub czerwono cętkowana, nogi pokryte cynobrowoczerwonymi i rubinowoczerwonymi łuskami. Nie wyróżnia się podgatunków, a jedynie formy różniące się ubarwieniem i gabarytami.

## Występowanie
Ameryka Centralna i Ameryka Południowa aż po północną Argentynę i Boliwię. Na wielu Wyspach Karaibskich wprowadzony w celach konsumpcyjnych.

## Środowisko
Porośnięte palmami i okresowo zalewane sawanny. W czasie dużych upałów poszukuje terenów wilgotnych.

## Odżywianie
W naturze zjadają zioła, opadłe owoce, kwiaty, zwierzęta bezkręgowe, padlinę, odchody zwierząt, a przede wszystkim larwy owadów. W warunkach hodowli podaje się zwykle mniszek lekarski, babkę lancetowatą, cykorię, pomarańcze, banany, jabłka, śliwki, dżdżownice, zoofobasy, mączniki, krewetki, mięso drobiowe czy wołowe. Zwierzęta karmi się codziennie lub co 2 dni w zależności od wieku i pory roku. Istotne jest, aby uzupełniać dietę o wapń w postaci komercyjnych preparatów zawierających węglan wapnia czy też podając sepię, czy skorupki jajek.

## Hodowla
W Europie coraz częściej hodowany. Z powodzeniem rozmnażany w niewoli, co zaowocowało wyhodowaniem wielu form barwnych w tym albinotycznej, anerytrystycznej, calico, pastelowej itp. Bardzo atrakcyjny ze względu na swe ubarwienie i przyjazne usposobienie. W warunkach terrarium bardzo ciekawski, kontaktowy i aktywny, stąd trzeba mieć na uwadze, że terrarium powinno być dość pokaźnych rozmiarów. Warunki w terrarium powinny być zbliżone do tych w naturze. Należy w nim utrzymać wysoką wilgotność rzędu 50–70% i temperaturę w granicach 22–30 °C. Trzeba pamiętać o stałym dostępie do świeżej wody najlepiej w postaci pokaźnego basenu.

## Zagrożenie i ochrona
Dotychczas nie poznano liczebności gatunku na obszarach jego występowania. Wyraźne zmniejszenie populacji w Gujanie i Surinamie, gdzie na gatunek ten polowano z psami specjalnie tresowanymi do tego celu.
Osobniki importowane do Europy pochodzą zwykle z ferm zlokalizowanych w Brazylii, Gujanie, Karaibach, Barbadosie.
Ujęty w załączniku II CITES i aneksie B UE.